# العلاقات الأوكرانية المولدوفية
العلاقات الأوكرانية المولدوفية هي العلاقات الثنائية التي تجمع بين أوكرانيا ومولدوفا.

## مقارنة بين البلدين
هذه مقارنة عامة ومرجعية للدولتين:
| وجه المقارنة                                              | أوكرانيا                                   | مولدوفا                           |
| --------------------------------------------------------- | ------------------------------------------ | --------------------------------- |
| المساحة (كم2)                                             | 603.63 ألف                                 | 33.85 ألف                         |
| عدد السكان (نسمة)                                         | 45.55 مليون                                | 2.55 مليون                        |
| الكثافة السكانية (ن./كم²)                                 | 75.46                                      | 75.33                             |
| العاصمة                                                   | كييف                                       | كيشيناو                           |
| اللغة الرسمية                                             | اللغة الأوكرانية                           | اللغة المولدوفية، اللغة الرومانية |
| العملة                                                    | هريفنا أوكرانية، كاربوفانيتس، روبل سوفييتي | ليو مولدوفي                       |
| الناتج المحلي الإجمالي (بليون دولار)                      | 112.15 مليار                               | 8.13 مليار                        |
| الناتج المحلي الإجمالي (تعادل القوة الشرائية) بليون دولار | 352.98 مليار                               | 17.94 مليار                       |
| الناتج المحلي الإجمالي الاسمي للفرد دولار أمريكي          | 2.11 ألف                                   | 3.65 ألف                          |
| الناتج المحلي الإجمالي للفرد دولار أمريكي                 | 8.66 ألف                                   | 4.98 ألف                          |
| مؤشر التنمية البشرية                                      | 0.747                                      | 0.693                             |
| رمز المكالمات الدولي                                      | +380                                       | +373                              |
| رمز الإنترنت                                              | .ua، .укр ‏                                 | .md                               |
| المنطقة الزمنية                                           | ت ع م+02:00، ت ع م+03:00، توقيت شرق أوروبا | ت ع م+02:00، ت ع م+03:00          |

## مدن متوأمة
في ما يلي قائمة باتفاقيات التوأمة بين مدن أوكرانية ومولدوفية:
- ترتبط موهيليف بوديليسكي مع بالتسي باتفاقية توأمة.
- ترتبط هولا بريستان مع Rîbnița [الإنجليزية]‏ باتفاقية توأمة.
- ترتبط فاسيلكيف مع Ungheni [الإنجليزية]‏ باتفاقية توأمة.
- ترتبط Sharhorod [الإنجليزية]‏ مع Glodeni [الإنجليزية]‏ باتفاقية توأمة.
- ترتبط فينيتسا مع Rîbnița [الإنجليزية]‏ باتفاقية توأمة منذ 2010.[15][15][15]
- ترتبط كولوميا مع Drochia [الإنجليزية]‏ باتفاقية توأمة.
- ترتبط أوديسا مع كيشيناو باتفاقية توأمة منذ 1968.[16][17][18][17]
- ترتبط تشيرنوفتسي مع بالتسي باتفاقية توأمة منذ 14 أكتوبر 2012.[19][20][21][19]
- ترتبط ميكولايف مع تيراسبول باتفاقية توأمة منذ 1995.
- ترتبط بوديلسك مع هينسشتي باتفاقية توأمة.
- ترتبط دولينا مع Orhei [الإنجليزية]‏ باتفاقية توأمة.
- ترتبط خميلنيتسكي مع بالتسي باتفاقية توأمة.
- ترتبط كييف مع كيشيناو باتفاقية توأمة منذ 1995.[22][23][24][25]
- ترتبط كورستين مع أنيني نوي باتفاقية توأمة.
- ترتبط ستري مع بالتسي باتفاقية توأمة.

## منظمات دولية مشتركة
يشترك البلدان في عضوية مجموعة من المنظمات الدولية، منها:
| علم المنظمة | اسم المنظمة                               | تاريخ انضمام أوكرانيا | تاريخ انضمام مولدوفا |
| ----------- | ----------------------------------------- | --------------------- | -------------------- |
|             | وكالة ضمان الاستثمار متعدد الأطراف        | 19 يوليو 1994         | 9 يونيو 1993         |
|             | الأمم المتحدة                             | 24 أكتوبر 1945        | 2 مارس 1992          |
|             | الفريق المعني برصد الأرض                  | ?                     | ?                    |
|             | منظمة حظر الأسلحة الكيميائية              | ?                     | ?                    |
|             | منظمة التجارة العالمية                    | 16 مايو 2008          | ?                    |
|             | منظمة الشرطة الجنائية الدولية             | ?                     | ?                    |
|             | منظمة الأمن والتعاون في أوروبا            | 30 يناير 1992         | 30 يناير 1992        |
|             | مؤسسة التنمية الدولية                     | 27 مايو 2004          | 14 يونيو 1994        |
|             | يونسكو                                    | 12 مايو 1954          | 27 مايو 1992         |
|             | مجلس أوروبا                               | 9 نوفمبر 1995         | ?                    |
|             | الاتحاد البريدي العالمي                   | ?                     | ?                    |
|             | البنك الدولي للإنشاء والتعمير             | 3 سبتمبر 1992         | 12 أغسطس 1992        |
|             | منظمة التعاون الاقتصادي للبحر الأسود      | ?                     | ?                    |
|             | الاتحاد الدولي للاتصالات                  | 7 مايو 1947           | 20 أكتوبر 1992       |
|             | مؤسسة التمويل الدولية                     | 18 أكتوبر 1993        | 10 مارس 1995         |
|             | المنظمة الأوروبية لسلامة الملاحة الجوية   | 2004                  | 2000                 |
|             | المركز الدولي لتسوية المنازعات الاستشارية | 7 يوليو 2000          | 4 يونيو 2011         |

## أعلام
هذه قائمة لبعض الشخصيات التي تربطها علاقات بالبلدين:
- ألكسندرو ايبوريانو (لاعب كرة قدم مولدوفي، 27 سبتمبر 1986[31] – )
- صوفيا روتارو (7 أغسطس 1947[32] – )

## وصلات خارجية
- موقع وزارة الخارجية الأوكرانية
- موقع وزارة الخارجية المولدوفية